# Yannick Davidson Annoh
Yannick Davidson Annoh, né le dimanche 29 mai 1994 à Bamenda, Cameroun, est un acteur de cinéma camerounais. Il est connu pour son rôle dans le film Little Angel of Justice.

## Filmographie
Yannick a joué dans plusieurs films,,.
- The little Angel
- Ages, played the role of Azuka (2021)
- The Storm played the role of Nuec (2022)
- Bite Away played the role of Chijioke (2025)
- Baby's day out
- Lost throne.